# Salvador Imperatore Marcone
Salvador Imperatore Marcone (* 11. März 1950) ist ein ehemaliger chilenischer Fußballschiedsrichter.

## Leben
Imperatore Marcone erlitt im Oktober 2008 erlitt einen Schlaganfall. Der gelernte Chemie-Bauingenieur war zu diesem Zeitpunkt als Chief Operating Officer (COO) der Schiedsrichter-Kommission beim nationalen Ligaverband Asociación Nacional de Fútbol Profesional (ANFP) beschäftigt und lehrte am Instituto Nacional del Fútbol (INAF).

## Karriere
Am 10. Juli 1983 leitete Imperatore Marcone mit der torlosen Partie Audax Italiano La Florida gegen CD Trasandino de Los Andes sein erstes Spiel in der chilenischen Primera División. Zum Jahresbeginn 1986 wurde er zum FIFA-Schiedsrichter ernannt und war fortan dazu berechtigt, Fußballspiele auf internationaler Ebene zu leiten. Beim höchsten südamerikanischen Vereinswettbewerb Copa Libertadores kam der Chilene seit 1988 zu siebzehn Einsätzen, am 30. August 1995 leitete er das Finalrückspiel um die Copa Libertadores 1995 zwischen dem kolumbianischen Vertreter Atlético Nacional und dem brasilianischen Verein Grêmio Porto Alegre (1:1).
Bei der Fußball-Weltmeisterschaft der Frauen 1991 leitete Imperatore Marcone am 16. November 1991 das Eröffnungsspiel zwischen China und Norwegen (4:0) sowie zwei weiteren Partien. Weiterhin kam der Chilene bei der U-17-Fußball-Weltmeisterschaft 1993 zu zwei Einsätzen, leitete bei der zweiten Austragung des König-Fahd-Pokals im Januar 1995 zwei Gruppenspiele sowie drei Partien bei der Copa América 1995, darunter das Spiel um Platz 3 zwischen Kolumbien und den Vereinigten Staaten (4:1). Außerdem kam Imperatore Marcone bei der Copa América 1991 mehrfach als Linienrichter zum Einsatz. Für die Fußball-Weltmeisterschaft 1994 war der Chilene als Ersatz-Schiedsrichter nominiert.
Mit Erreichen der Altersgrenze von 45 Jahren für FIFA-Schiedsrichter verlor Imperatore Marcone Ende 1995 seinen internationalen Status. Auch darüber hinaus leitete er weiterhin Spiele der Primera División, seinen letzten Einsatz hatte der Schiedsrichter am 13. Dezember 1998 in der Partie zwischen CD Cobreloa und Deportes Concepción (4:0). In Erinnerung geblieben ist ein umstrittener Elfmeter, den Imperatore Marcone am 18. Dezember 1994, dem letzten Spieltag der Saison, zu Gunsten des CF Universidad de Chile gab, wodurch der Verein erstmals seit einem Vierteljahrhundert die nationale Meisterschaft gewinnen konnten.

### Wichtige internationale Einsätze
| Turnier                                   | Phase            | Datum         | Mannschaft 1        | Resultat        | Mannschaft 2       |
| ----------------------------------------- | ---------------- | ------------- | ------------------- | --------------- | ------------------ |
| Fußball-Weltmeisterschaft der Frauen 1991 | Vorrunde         | 16. Nov. 1991 | Volksrepublik China | 4:0             | Norwegen           |
| Fußball-Weltmeisterschaft der Frauen 1991 | Vorrunde         | 19. Nov. 1991 | Norwegen            | 4:0             | Neuseeland         |
| Fußball-Weltmeisterschaft der Frauen 1991 | Halbfinale       | 27. Nov. 1991 | Deutschland         | 2:5             | Vereinigte Staaten |
| U-17-Fußball-Weltmeisterschaft 1993       | Vorrunde         | 22. Aug. 1993 | Kanada              | 0:8             | Nigeria            |
| U-17-Fußball-Weltmeisterschaft 1993       | Vorrunde         | 26. Aug. 1993 | Australien          | 0:2             | Nigeria            |
| König-Fahd-Pokal 1995                     | Vorrunde         | 6. Jan. 1995  | Saudi-Arabien       | 0:2             | Mexiko             |
| König-Fahd-Pokal 1995                     | Vorrunde         | 10. Jan. 1995 | Dänemark            | 1:1             | Mexiko             |
| Copa América 1995                         | Vorrunde         | 5. Jul. 1995  | Uruguay             | 4:1             | Venezuela          |
| Copa América 1995                         | Viertelfinale    | 16. Jul. 1995 | Kolumbien           | 1:1 (5:4 i. E.) | Paraguay           |
| Copa América 1995                         | Spiel um Platz 3 | 22. Jul. 1995 | Kolumbien           | 4:1             | Vereinigte Staaten |